# Lasiodora curtior
Lasiodora curtior é uma espécie de aranha pertencente à família Theraphosidae (tarântulas).